# Bugarska kuhinja
U bugarskoj kuhinji se mogu naći jela i pića na koja su utjecale druge balkanske i slavenske kulture, ali su se tijekom vremena oformile u različitu kuhinju. Od alkoholnih pića se tradicionalno koristi vino, ali i destilirana pića poput rakije, mastike i mente. 

## Hrana
U Bugarskoj postoji širok spektar različitih jela. Često predjelo je tarator (hladna juha od jogurta). Nacionalni delikates je juha od tripica. Dodaci jelu mogu biti u obliku suhomesnatih proizvoda a poznati su lukanka i sudžuk. Tipična tradicionalna bugarska glavna jela su između ostalih kebab i ćufte. Nadaleko su poznati i bugarski ovčiji sirevi. Česti deserti su halva, garaš, tulumbe, baklava, kozunak (slatki kruh s voćem), kompot i mekica (kruh fritiran u ulju s jogurtom). Također je poznata i banica (tijesto od jaja i ovčijeg sira). 

## Pića
Vino se lokalno proizvodi u Bugarskoj, usporedo s pivom i destiliranim pićima. Ajran, slani mliječni proizvod, se može naći i u drugim državama Balkana i Turske. 
Boza je bezalkoholno i osvježavajuće piće koje se spravlja od kukuruza (kukuruznog brašna), kvasca, šećera i vode, u kojem se može naći oko 1-2 % alkohola.

## Vanjske poveznice
- Bugarski recepti